# Радовец
Радовец е село в Южна България, община Тополовград, област Хасково.

## География
Селото и землището се намират в южната част на община Тополовград. Площта на селото и прилежащото землище е 44,661 км2.

## История
Районът на Сакар планина, където се намира село Радовец, е населяван още от дълбока древност. Този край е влизал в пределите на древните царства на одриси, фригийци, келти, империята на Филип и Александър Македонски, Римската империя и Византия. След образуването на Българската държава и по време на Българските ханове Тервел, Кардам и Крум, районът влиза в пределите на България. Като граничен район между Византия и България, често е подлаган на опустошителни военни походи. Районът попада под османска власт през 1373 г.
Село Радовец е създадено около 25 години преди освобождението на България от османско владичество. Било е заселено с татари и е носело името Татаркьой до 10 юли 1899 г. На тази дата е преименувано на Константиново. Това име носи до 11 януари 1950 г., когато отново е преименувано със сегашното си име Радовец, заради спорове за местността Радовец с близкото село Устрем. Сред първите кметове на селото е дядо Гена.

## Демография
Редица правителствени програми преди и след 1989 г. целят решаване на демографската криза в региона. Слабо ефективни са опитите през 1970-те и 1980-те години за превръщане на района Странджа-Сакар в „Република на младостта“.
Преброявания
- 1893 – 859 жители
- 1920 – 1078 жители
- 1926 – 1226 жители
- 1934 – 152 жители
- 1946 – 1827 жители
- 1956 – 2069 жители
- 1975 – 1716 жители
- 1985 – 1394 жители
- 1992 – 1182 жители
- 1999 – 918 жители
- 2001 – 882 жители
- 2011 – 718 жители
- 2021 – 547 жители

## Религии
Жителите на Радовец изповядват източно православие. В селото има прекрасна църква „Свети свети Константин и Елена“ построена през 1890 г. По време на Междусъюзническата война 1913 г. е опожарена от турците, после е възстановена през 1916 година, а новата постройка е от 1931 г.

## Икономика
Село Радовец се намира в индустриално слабо развит район. Поради граничното местоположение на района през годините на социализма в региона не са изграждани големи индустриални предприятия. Традиционно развито е земеделието. Отглеждането на тютюн, животновъдство и лозарство са основният поминък на населението.

## Редовни събития
Сред редовните събития в село Радовец е съборът (панаирът, както го нарича местното население). Той се провежда на 2 юни (или най-близката до датата събота и неделя) – деня на Христо Ботев, понеже местното училище носи неговото име. Съборът се организира от кмета на селото. През последните години, въпреки финансовото затруднение, организацията е много добра в лицето на кмета. Канят се както от селото, така и от другаде, по-известни фолклорни състави и ансамбли. Изнасят се хумористични сценки, пеят се песни от местния фолклор.
Преди години са организирани народни борби, в които са взимали участие много известни борци. Били са организирани конни надбягвания, чиито организатор е бил известният в областта Димитър Панайотов Узунов.
Традиция е на събора (панаира) на село Радовец да се провежда всяка година футболна среща с представители на близките села.

## Забележителности

### Природни забележителности
Ждрелото на р. Тунджа (по-известно с името Даркая) е живописна, защитена местност, която се намира в землищата на Радовец и съседното Лесово, като обхваща площ от 7850,43 ха. Уникалното и биологично разнообразие, за чието опазване е обявена, включва над 150 вида птици, 8 земноводни, 21 влечуги и други защитени и редки растителни и животински видове. Някои от видовете, които се срещат на тази територия, са видра, леопардов смок, бухал, гребенест тритон на Буреш, ивичест смок, вдлъбнаточел смок, жълтокоремна бумка и др.

### Археологически паметници
Наблизо се намира римската крепост Букелон, която е служела за фронтова линия на град Адрианополис (Одрин). Сравнително запазена е кулата от 12 век. Височината на кулата е около 18 метра и представляват величествена гледка, изпълвайки панаромата в региона. От външната крепост има незначителни следи. По платото личат и някои съоръжения и обекти, като водосъдържател, места с култово предназначение и други.
Предполага се, че там – на възвишението, където се е намирала древна разрушена крепост, през 378 година е обграден и убит от настъпващите племена на готите римският император Валент. Той, заедно с Деций, са двамата императори, загинали в пределите на днешна България от готите. От тази битка нататък те трайно стават федерати в упадащата Римска империя.
На 14 април 1205 г. българските войски, предвождани от цар Калоян, водят битка в близост на крепостта (Битката при Адрианопол), с рицарите от Четвъртия кръстоносен поход. Латините са разбити, а пълководецът им император Балдуин IX Фландърски е пленен и за кратко време затворен в кулата на крепостта, откъдето е отведен в столицата Търново.
От възвишението на кулата се открива чудесна панорама. Там е сниман филмът „Мила от Марс“.
Край селото могат да се видят още:
- антично селище
- средновековно селище
- могилен некропол (4 могили)

## Култура
В селото се намира читалище Васил Левски, приютило: певческа фолклорна група, група за местни обичаи и ритуали, детска група за худ. слово, детска коледарска група, детска група за изворен фолклор, клуб „Ръка да подадем“, както и библиотека с над 10 хил. тома.

## Кухня
Традиционните ястия са характерните за българите в региона на Южна Тракия от Беломорието и Одрин до Хасково и Малко Търново, но има и местни особености. Това са рецепти от стари баби, живели по времето на турското владичество.
Сред най-известните гозби в местната кухня са: гюзлюми, катми, тиквеник, яйце на хартия, трахана, катмери, наместник, месеница, топен чесън, гергьовско агне.
Ракията, която се приготвя там, обикновено е гроздова и, както е по-често в Тракия, голяма част от нея е доста силна – много над 40 градуса; при консумация не е необичайно в чашата да се досипе вода.
Сакарските вина са известни. Това по правило са тежки червени вина от мавруд, алжирка, отел и други традиционни сортове или от по-новите сортове мерло и каберне.

## Личности
- Борис Вакавлиев 1940 – български генерал
- Димитър Ангелов – първият свещеник на селото
- Иван Христов Инджов – войник, загинал в Ирак
- Христина Иванова Янчева – депутат в XLI НС

## Обществени институции
В село Радовец има кметство, детска градина, поща, пункт на гранична полиция, дом за душевно болни мъже и малък брой търговски обекти.
В селото се намира и ОУ „Христо Ботев“, което е със статут на „защитено училище“. Там се обучават ученици от 1 до 8 клас. Има добре оборудвани класни стаи, компютърен кабинет, физкултурен салон, работилници по труд и техника.